# Berthe Morisot med en bukett violer

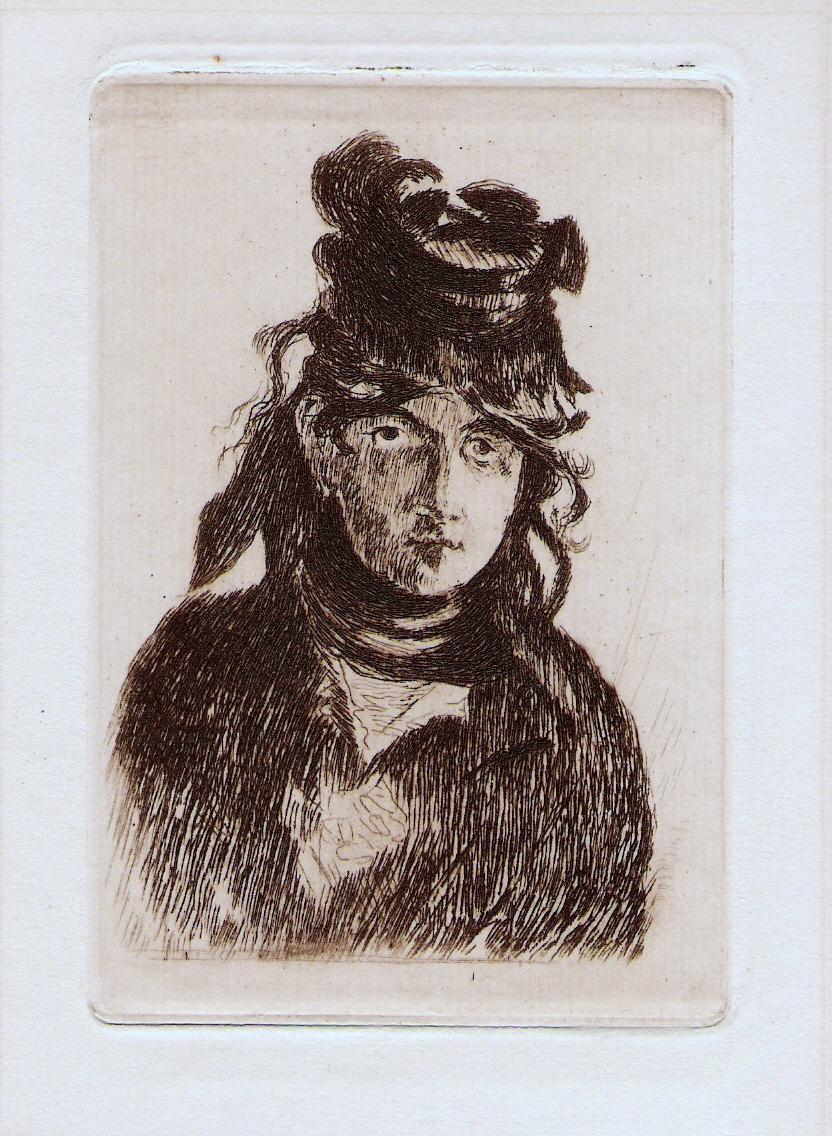
Etsning

Berthe Morisot med en bukett violer  (franska: Berthe Morisot au bouquet de violettes) är en oljemålning av Édouard Manet från 1872.

## Bakgrund
Édouard Manet lärde känna Berthe Morisot 1868. Hon var också konstnär och de båda påverkade varandras målande. Manet gjorde flera porträtt av henne, inklusive tidiga verk som Balkongen. Berthe Morisot gifte sig med Édouards bror Eugène 1874.
Manet stannade kvar i Paris under fransk-tyska kriget 1870–1871 och tjänstgjorde då i Nationalgardet i försvaret av staden under belägringen av Paris. Under den tiden hade han ingen möjlighet att måla, och han lämnade staden efter det att den kapitulerade för tyskarna i slutet av januari 1871. Senare under året började han måla igen, och återvände till Paris efter det att Pariskommunen slagits ned i maj 1871.
Målningen är ett av fyra porträtt av Berthe Morisot som Manet målade 1872. De övriga tre avbildar henne med respektive en skär sko, en solfjäder och i slöja.

## Målningen
Målningen är en studie i nyanser av svart. Modellen får in ljuset från den ena sidan, så att hon starkt belyst på sin högra sida och har fått den vänstra skuggad. Berthe Morisot är klädd i svart morgondräkt och hatt, med huvudet omgivet av svarta band och scarfar. Manet har målat henne med svarta ögon, trots att Morisot i själva verket hade gröna ögon. Klädseln och de mörka ögonen kan alludera på att Manet hade uppfattningen att hon såg spansk ut. Han hade tidigare målat ett porträtt av sin mor i sorg 1863, med modern i svart mot en mörk bakgrund. Violbuketten är knappt synlig.
Målningen är signerad "Manet 72" i övre högra hörnet. Den är en av tio utvalda av franska konstinstitutioner för att representera fransk konst i Europeanas konstprojekt med europeisk konst 2016.
Efter målningen gjorde Manet också en liknande etsning och en litografi, och han gjorde också en liknande målning av Berthe Morisot i sorgklädsel 1874, efter det att hennes far Edme Tiburce Morisot avlidit.

## Proveniens
Édouard Manet sålde, eller gav bort, målningen till konstsamlaren och konstkritikern Théodore Duret. Berthe Morisot själv köpte den 1894 och betalade då 5 100 francs vid auktionen på Durets konstsamling. Dottern Julie Rouart ärvde den efter Berthe Morisot 1895 och ägde den till sin död 1966. Den ärvdes därefter av hennes son Clément Rouart. Musée d'Orsay köpte den 1998.

## Bildgalleri

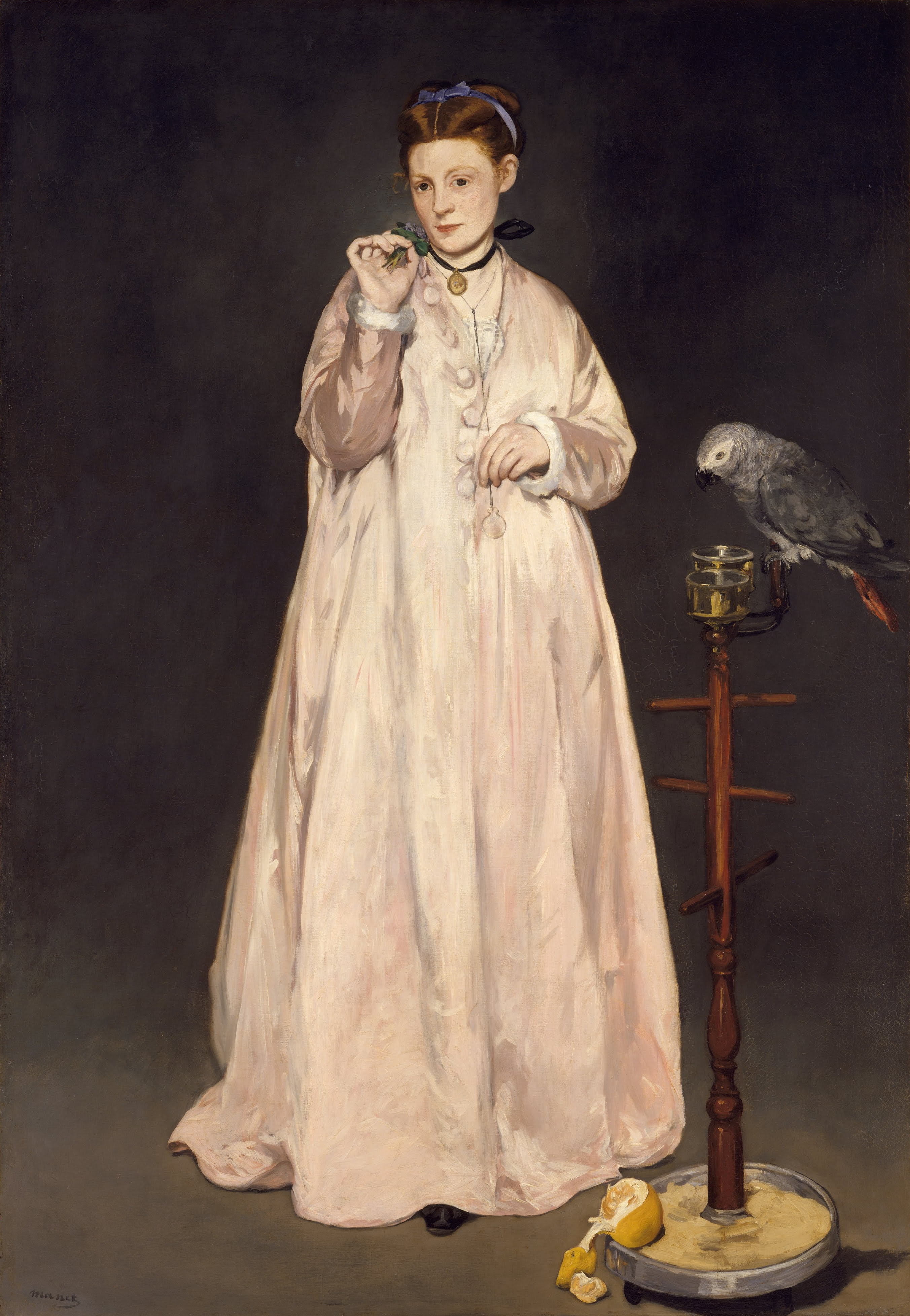
Kvinna och papegoja, 1866
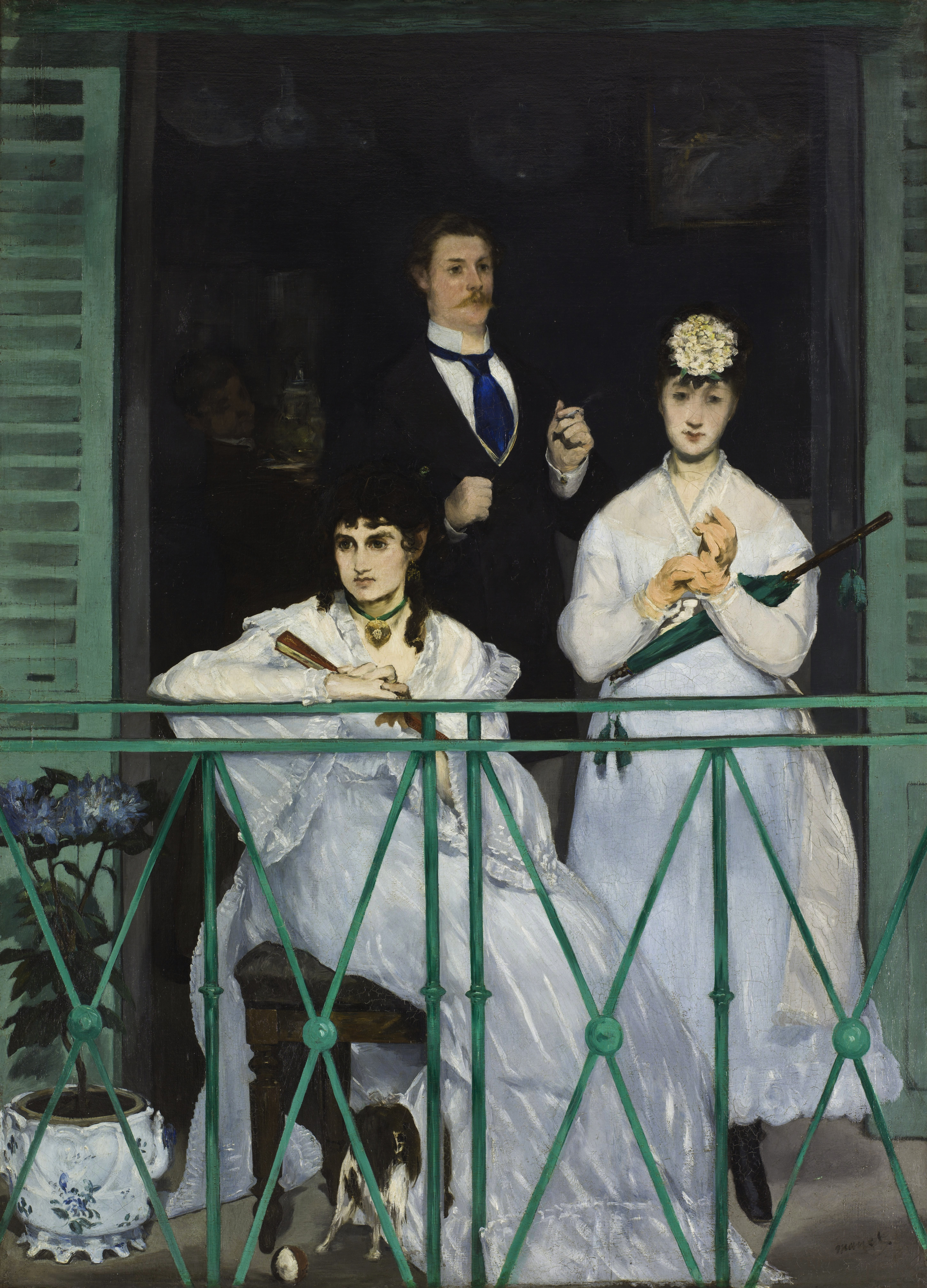
Balkongen, 1868
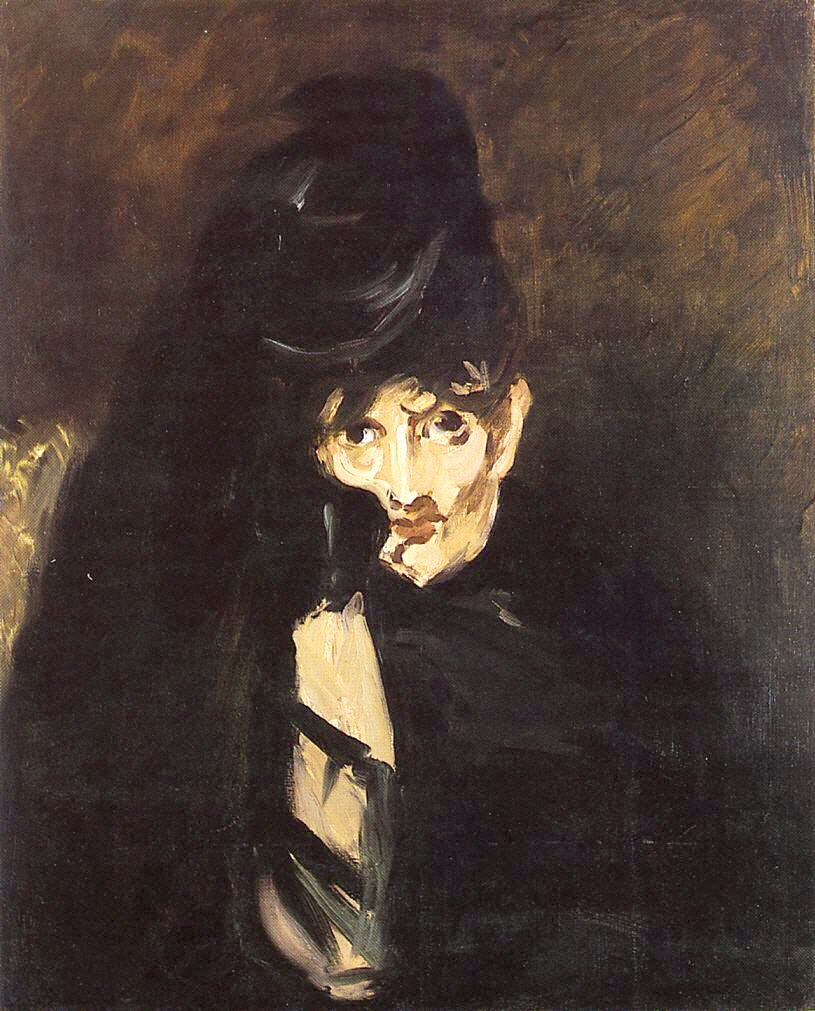
Berthe Morisot i morgonhatt, 1874

### Allmänna källor
- Om målningen på Musée d'Orsays webbplats